# Bob Brier
Robert Brier (Bronx, Nova Iorque, 13 de dezembro de 1943), também conhecido como Sr. Múmia (Mr. Mummy), é um egiptólogo americano especializado em  paleontologia. Pesquisador Sênior no Campus da Universidade de Long Island em Nova Iorque, ele tem pesquisado e publicado diversos trabalhos sobre múmias e o processo de mumificação, também apresentou diversos documentários no Discovery Civilization, principalmente sobre o Antigo Egito.

## Publicações
Além de sua pesquisa o Dr. Brier também publicou diversos artigos e livros, incluindo :
- "Precognition and the philosophy of science: An essay on backward causation" (1974) ISBN 0-391-00325-9
- "The Glory of Ancient Egypt: A Collection of Rare Engravings from the Napoleonic Expedition" (1990) ISBN 0-8115-4469-9
- "Egyptomania" (Junho, 1992) ISBN 0-933699-26-3
- "Egyptian Mummies : Unraveling the Secrets of an Ancient Art" (14 de março de 1996) ISBN 0-688-14624-4
- "The Encyclopedia of Mummies" (Septembro, 1998) ISBN 0-8160-3906-2
- "The Murder of Tutankhamen" (01 de março, 1999) ISBN 0-425-16689-9
- "The Daily Life of the Ancient Egyptians" (em conjunto com Hoyt Hobbs) (30 de Dezembro, 1999) ISBN 0-313-30313-4
- The History of Ancient Egypt (2001, palestras publicadas por The Teaching Company)
- Great Pharoahs of Ancient Egypt (2004, palestras publicadas por The Teaching Company)
- "The Secret of the Great Pyramid" (em conjunto com Jean-Pierre Houdin) (06 de outubro, 2008)

Além disso, ele escreveu artigos para revistas especializadas como KMT, Archaeology e outras.

## Excursões Arqueológicas
Ele lidera excursões para o Egito pela Far Horizons viagens arqueológicas e culturais, incluindo:
- The Oases of Egypt
- The Majesty of Egypt
- Sudan: An exploration of Ancient Kush